# Eliasz Rajzman
Eliasz Rajzman (jid. ‏אליהו רײַזמאַן‎ Eljohu Rajzman; ur. 8 lipca 1909  lub 1904   w Kowlu, zm. 20 stycznia 1975 w Szczecinie) – polski poeta i pisarz narodowości żydowskiej tworzący w języku jidysz. Był jednym z ostatnich poetów tworzących w tym języku w powojennej Polsce .

## Życiorys
Urodził się w Kowlu, w biednej rodzinie żydowskiej (ojciec pracował jako garbarz ), był samoukiem, z zawodu – rękawicznikiem . Po ukończeniu chederu pracował jako cholewkarz. Zadebiutował w 1933 roku na łamach warszawskiej gazety żydowskiej „Fołks-Cajtung”, publikował także m.in. w „Wochnszrift far Literatur, Kunst un Kultur”  . Podczas II wojny światowej przebywał na Litwie. Po ataku III Rzeszy na Związek Radziecki w czerwcu 1941, wstąpił do Armii Czerwonej, gdzie służył do 1943 roku  . Brał udział w obronie Kaukazu, następnie przebywał w Kazachstanie, Kirgistanie i na Uralu.
Po demobilizacji, w 1947 jako repatriant wrócił do Polski . Osiadł w Choszcznie, gdzie znalazł zatrudnienie jako pracownik fizyczny w rolniczym majątku państwowym. W 1947 podjął pracę w Osadniczej Spółdzielni Produkcyjnej Kania pod Stargardem. W 1950 na stałe przeniósł się do Szczecina, gdzie mieszkał aż do śmierci  . Znalazł tam zatrudnienie jako krojczy w spółdzielni skórzanej „Galanteria”. Przez wiele lat był animatorem kultury, aktorem i autorem dramatów wystawianych w amatorskim teatrze działającym przy oddziale szczecińskim Towarzystwa Społeczno-Kulturalnego Żydów w Polsce, współpracował z czasopismem „Jidisze Szriftn”  . W latach 1956–1957 publikował wiersze w tygodniku „Ziemia i Morze”.
Zmarł w Szczecinie i został pochowany na cmentarzu Centralnym (kwatera 58a) .

## Twórczość
Eliasz Rajzman pisał wiersze głównie w języku jidysz, ale również nie brakowało w jego dorobku poezji w języku polskim. Liczne jego utwory poetyckie przełożono na polski i opublikowano zarówno w tomach autorskich, jak i w antologiach zbiorowych . Tłumaczami byli m.in.: Katarzyna Suchodolska, Arnold Słucki, Stanisław Wit Wiliński, Urszula Kozioł, Jadwiga Adler, Horacy Safrin, Marian Grześczak, Józef Bursewicz, Tadeusz Nowak, Jakub Zonszajn.
Oprócz poezji pisał także dramaty  i opowiadania . Jego sztuka teatralna Nowe kłosy została wystawiona we Wrocławiu na festiwalu żydowskich zespołów dramatycznych  .
W listopadzie 1974 roku w szpitalu napisał w języku polskim swój ostatni wiersz pt. Noc. Wiele wierszy poety zamieszczała szczecińska gazeta „Spojrzenia” oraz dodatek kulturalny do „Fołks Sztyme”.

### Twórczość w języku jidysz
Wszystkie poniższe zbiory wierszy Rajzmana ukazały się w Warszawie w wydawnictwie Idisz Buch .
- 1950: jid. ‏פֿעלדער גרינען‎ Felder grinen (Pola się zielenią)
- 1954: jid. ‏כ׳האָב פֿאַרפֿלאַנצט אַ בוים‎ Ch’hob farflanct a bojm (Zasadziłem drzewo)
- 1959: jid. ‏אַליין מיט זיך‎ Alejn mit zich (Sam ze sobą)
- 1963: jid. ‏איך האָב זיך אויסגעטרוימט אַ זון‎ Ich hob zich ojsgetrojmt a zun (Wymarzyłem sobie słońce)
- 1966: jid. ‏לידער‎ Lider (Wiersze)
- 1967: jid. ‏די שפּראַך פֿון דײַנע אויגן‎ Di szprach fun dajne ojgn (Mowa twoich oczu)

Ponadto Rajzman opublikował także :
- 1974: jid. ‏ווידערקלאַנגען‎ Widerklangen (Odgłosy)

### Przekłady na język polski
- Jesienne drzewo, 1966
- Eliasz Rajzman: Spalony gołąb. Wybór wierszy. Wybór, przekład i przedmowa Arnold Słucki. Poznań: Wydawnictwo Poznańskie, 1967.
- Eliasz Rajzman: Modlitwa wilka. Wiersze wybrane. Wybór Katarzyna Suchodolska, tłum. Jadwiga Adler, Józef Bursewicz, Marian Grześczak, Tadeusz Nowak, Katarzyna Suchodolska i Stanisław Wit Wiliński. Poznań: Wydawnictwo Poznańskie, 1979. ISBN 83-210-0031-2.[15]
- Eliasz Rajzman: Było kiedyś miasteczko. Tłum. Katarzyna Suchodolska, przy współudziale autora i Leona Lembergiera. Szczecin: Książnica Pomorska, 2000. ISBN 83-87879-09-6.